# 채상우
채상우(蔡相宇, 1999년 3월 31일 ~ )는 대한민국의 배우이다.

## 학력
- 김화초등학교 (졸업)
- 문현중학교 (졸업)
- 문현고등학교 (졸업)
- 인하대학교 연극영화과 (학사)

## 출연 작품

### 드라마
- 2008년 PBC 창사20주년특별드라마 《땀의 순교자 탁덕 최양업》 ... 우정 역
- 2008년 KBS2 아침드라마 《아내와 여자》 ... 조필립 역
- 2009년 SBS 드라마스페셜 《태양을 삼켜라》 ... 어린 세돌 역 (여호민 아역)
- 2009년 MBC 일일시트콤 《지붕뚫고 하이킥!》 ... 인형뽑기 중독 경험자 역
- 2009년 SBS 연말특집극 《아버지의 집》 ... 어린 한반도 역
- 2010년 MBC 일일시트콤 《볼수록 애교만점》 ... 김준 역
- 2011년 SBS 미니시리즈 《마이더스》 ... 어린 김도현 역 (장혁 아역)
- 2011년 SBS 드라마스페셜 《49일》 ... 어린 송이수 역 (정일우 아역)
- 2011년 SBS 드라마스페셜 《시티헌터》 ... 어린 이윤성 역 (이민호 아역)
- 2011년 SBS 대기획 《뿌리깊은 나무》 ... 어린 강채윤(똘복) 역 (장혁 아역)
- 2011년 JTBC 대하드라마 《인수대비》 ... 단종 역
- 2012년 KBS1 대하드라마 《대왕의 꿈》 ... 어린 김춘추(태종무열왕) 역 (최수종 아역)
- 2013년 SBS 미니시리즈 《야왕》 ... 어린 하류 역 (권상우 아역)
- 2013년 SBS 미니시리즈 《장옥정 사랑에 살다》 ... 어린 숙종 역 (유아인 아역)
- 2013년 KBS2 미니시리즈 《칼과 꽃》 ... 어린 연충 역 (엄태웅 아역)
- 2013년 JTBC 주말연속극 《맏이》 ... 어린 박순택 역 (재희 아역)
- 2013년 SBS 월화드라마 《수상한 가정부》 ... 은두결 역
- 2015년 KBS2 수목드라마 《착하지 않은 여자들》 ... 국영수 역
- 2015년 KBS2 금토드라마 《프로듀사》 ... 고등학생 라준모 역 (차태현 아역)
- 2017년 MBC 주말특별기획 《돈꽃》 ... 어린 장부천 역 (장승조 아역)
- 2019년 SBS 금토드라마 《녹두꽃》 ... 이성계 역 (특별출연)
- 2022년 디즈니 + 수요드라마 《3인칭 복수》 ... 기오성 역

### 영화
- 2010년 《웨딩드레스》 ... 민우 역
- 2013년 《관상》 ... 단종 역
- 2014년 《조선미녀삼총사》 ... 어린 사현 역
- 2018년 《괴물들》 ... 조성우 역

### 연극
- 2021년 인하대학교 졸업공연 《죽은 시인의 사회》 ... 녹스 역

### 방송 프로그램
- 2010년 KBS1 《신나라 과학나라》 ... MC
- 2014년 KBS2 《별친구》

### 광고
- AIA 보험
- 가스안전공사
- 키자니아
- 닌텐도 wii fit편
- SK텔레콤 박태환편
- 햇사레 복숭아
- 삼성생명

## 수상 및 후보
| 연도 | 시상식       | 부문                   | 작품                   | 결과 |
| ---- | ------------ | ---------------------- | ---------------------- | ---- |
| 2015 | KBS 연기대상 | 청소년 연기상 남자부문 | 《착하지 않은 여자들》 | 후보 |